# Renée Dray-Bensousan
Renée Dray-Bensousan est une historienne contemporaine qui a écrit sur les questions de la Shoah, elle est également spécialiste de l'histoire des femmes marseillaises.

## Biographie
Renée Dray-Bensousan est agrégée d’histoire et docteure en histoire contemporaine, enseignante, et s'intéresse à la communauté juive. Elle est également chercheuse et autrice et publie des ouvrages sur la vie des juifs en Provence, comme, « Parcours de femmes juives à Marseille, et leur place dans le militantisme féminin ». L’historienne a été reçue à l'Académie de Marseille pour honorer sa longue carrière de professeure, chercheuse et écrivaine. Elle y occupe le fauteuil 17, tenu jusqu’en 2013 par Mgr Bernard Panafieu. Elle est chercheuse associée à la Maison méditerranéenne des Sciences de l'homme.
Par ailleurs, Renée Dray-Bensousan est membre du CRIF ainsi que du comité scientifique du Mémorial du camp des Milles. Elle est également présidente de l’ARES (Association pour la recherche et l’enseignement de la Shoah).

## Publications
- Les Juifs à Marseille durant la Seconde Guerre mondiale (1940-1944), Paris, Les Belles Lettres, 2004[3].
- avec Catherine Marand-Fouquet, Hélène Échinard et Éliane Richard : Dictionnaire des Marseillaises, éd. Gaussen, 2012[3].